# Big Chicken

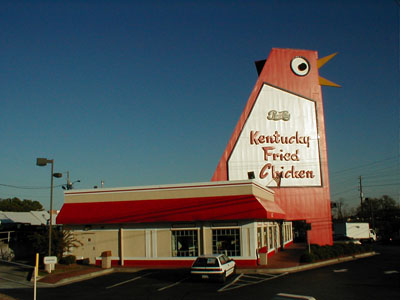
Restaurant mit Werbeschild

Das Big Chicken ist ein riesiges Metallhuhn in Marietta im US-Bundesstaat Georgia. Es gilt als Wahrzeichen der Stadt.
Auf dem Platz des heutigen Big Chickens stand 1956 ein Fast Food Restaurant, das Johnny Reb’s. Um der zunehmenden Konkurrenz zu begegnen, wollte der Besitzer Tubby Davis sein auf „Fried Chicken“ (frittierte Hühnchenschenkel) spezialisiertes Restaurant so umbauen, dass man auch aus weiter Entfernung darauf aufmerksam wurde. Aufgrund der guten Lage des Restaurants (Ecke Cobb Parkway / Roswell Road, unweit des Interstate Highway 75) entschied man sich, hierfür ein überdimensionales Huhn zu errichten. Der beauftragte Architekt Hubert Puckett entwarf eine 17 m hohe Stahlkonstruktion. Ein im Innern montierter Antriebsmotor bewegte Augen und Schnabel. Der Kamm wurde so angebracht, dass er sich mit der jeweiligen Windrichtung drehte.
Nach anfänglicher Skepsis der Bevölkerung von Marietta und Atlanta wurde das 1963 errichtete Big Chicken beliebt. Die Werbung zahlte sich für Tubby Davis aus. Nach einiger Zeit aber entwickelte sich der Antriebsmotor zu einem finanziellen Problem: Durch die andauernde Rotation zerbrachen zahlreiche Fensterscheiben des Restaurants.
1974 wurde das Restaurant geschlossen und eine Kentucky-Fried-Chicken-Filiale (KFC) zog ein. Die Witterung und nistende Vögel beschädigten die Konstruktion seitdem schwer. Der Antriebsmotor funktionierte auch schon lange nicht mehr. 1993 wollte KFC nach Sturmschäden das Big Chicken abreißen, da die Renovierung und Instandhaltung unrentabel waren. Nach einer Flut von Bittschreiben (der Website zufolge kamen die Briefe aus aller Welt) wurde das Big Chicken restauriert. Heute ist es wieder voll funktionsfähig.